# Set (fisiologia)

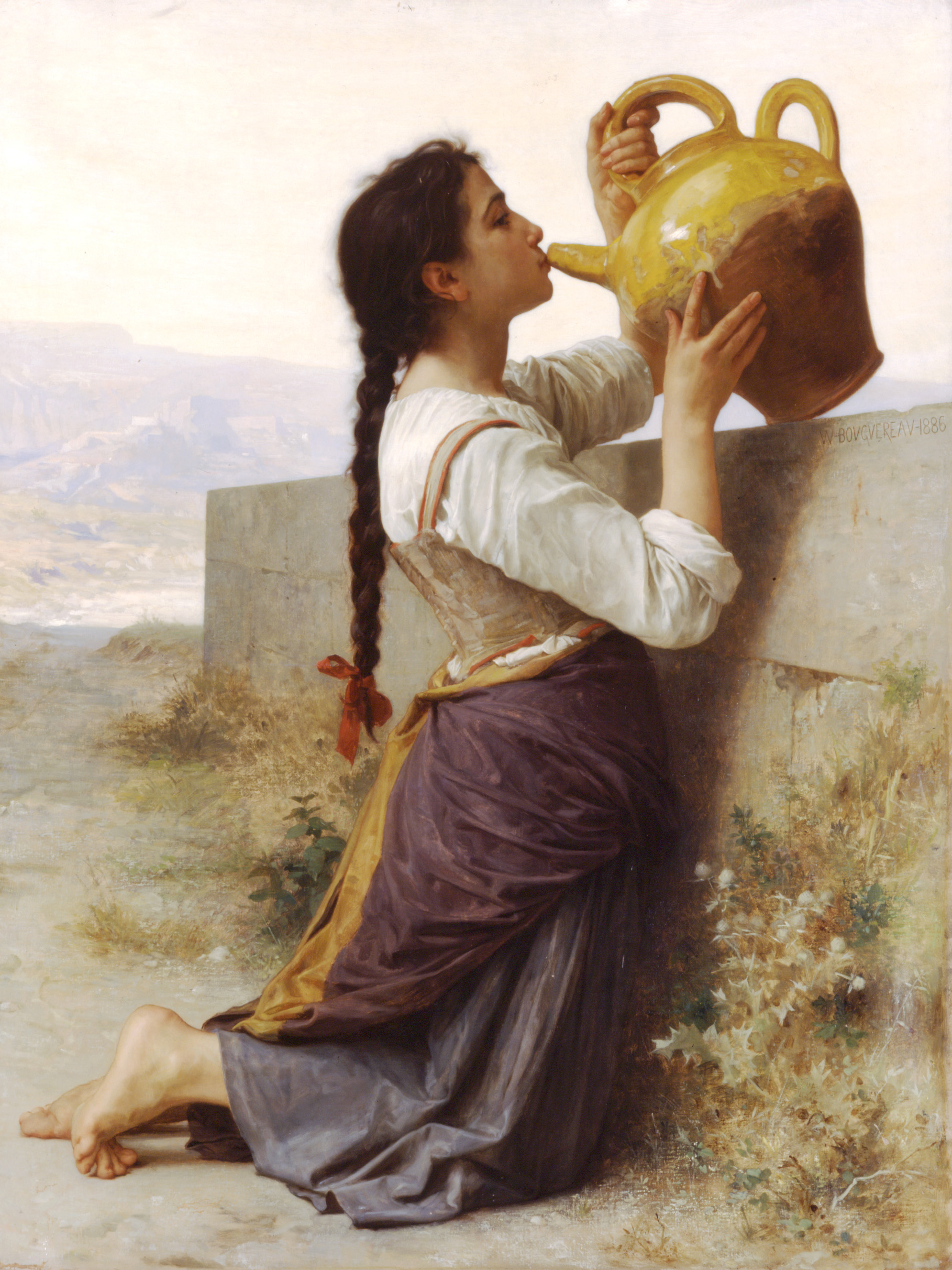
La set, de William-Adolphe Bouguereau, any 1886

La set és la necessitat que té el cos humà i d'altres animals d'ingerir aigua. A les persones es manifesta amb una sensació de sequedat a la boca i a la gola que impulsa a beure líquid. Aportar regularment aigua a l'organisme és indispensable per a la supervivència, ja que aquesta es va perdent amb el funcionament de la respiració (respirem aire húmit, no oxigen i diòxid de carboni purs) i dels aparells excretors: Orina, fems, suor, transpiració, llàgrimes, etc. L'activador de la set és l'hipotàlem.
L'aigua està dins de les cèl·lules i també repartida per tot el cos fora d'elles. Suposa el 83% de la sang. Intervé en la termoregulació, la respiració, la digestió, la lubricació de les articulacions i altres funcions fisiològiques del cos humà, afecta en el rendiment mental i físic, i és un component essencial dels líquids i estructura corporal. La set és un mecanisme que intervé a la regulació del contingut d'aigua en el cos, induït pel cervell, quan apareix prou manca d'hidratació (aigua) o excés de concentració de sals minerals.
Aproximadament el 66% del cos humà adult és aigua, sent major en persones grans que en infants, en un nadó el percentatge d'aigua és prop del 80% i en el fetus al voltant del 90% del seu pes és aigua. En alguns altres animals, com les meduses, aquest percentatge arriba al 90% pels individus adults. A les persones, la major part de l'aigua forma part del teixit muscular, per això el percentatge és diferent a cada persona. Sense ingerir gens d'aigua, ni en altres líquids ni en aliments, una persona amb prou feines podria viure una setmana, mentre que pot sobreviure tres o fins i tot més setmanes sense menjar.

## Història

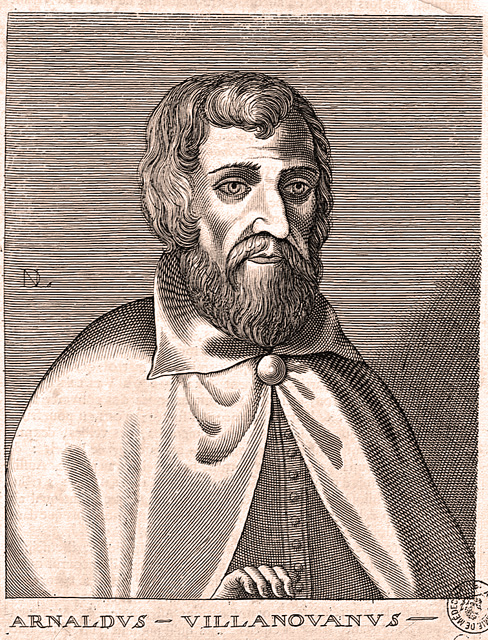
Arnau de Villanova

Els metges medievals definien les ganes de menjar com una "gana calenta i seca", i la set com un tipus de "gana freda i humida". Per això en principi per a ells la set es calma amb aigua fresca, que té aquestes qualitats. Per a ells existia la set natural (vera sitis) i la sitis mendosa o falsa set. La primera es percep a la boca de l'estómac i apareix al final del menjar per a calmar l'escalfament de l'estómac a la primera digestió, mentre que la segona es percep a la gola a causa de la pols, la calor, la sequedat de l'aire o la respiració accelerada. Per a calmar aquesta "falsa set" segons ells no era necessari ingerir aigua sinó que bastava fer gàrgares o refrescar la gola.
A l'edat mitjana no estava tan clar que la set fos una necessitat fisiològica d'aigua, i de fet una qüestió molt discutida pels metges de l'època era si el cos demanava aigua o vi. L'avantatge de l'aigua era que es bevia freda, mentre que a l'època el vi es bevia calent i, per tant, era humit però no fred. A part d'això, el vi semblava clarament més convenient, ja que segons ells en ser calent es mescla millor amb els nutrients, és millor transportador d'ells al cos, penetra amb més facilitat a tots els racons de l'organisme, és aliment per si mateix, és atret amb més intensitat pels diversos òrgans del cos, conforta l'esperit i la calor natural del cos, etc.

### Falsa set
Un altre tipus de "falsa set" (sitis mendosa) o "set inextingible" descrivia una necessitat de beure aigua que sembla que no acaba. Pot ocórrer per exemple en cas d'embriaguesa o de ressaca. Si bé és cert que l'alcohol deshidrata i cal compensar l'aigua perduda, cal beure aigua lentament, xuclant, i dormir.

## Balanç d'aigua al cos

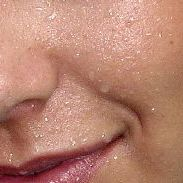
A la transpiració cutània el cos perd aigua

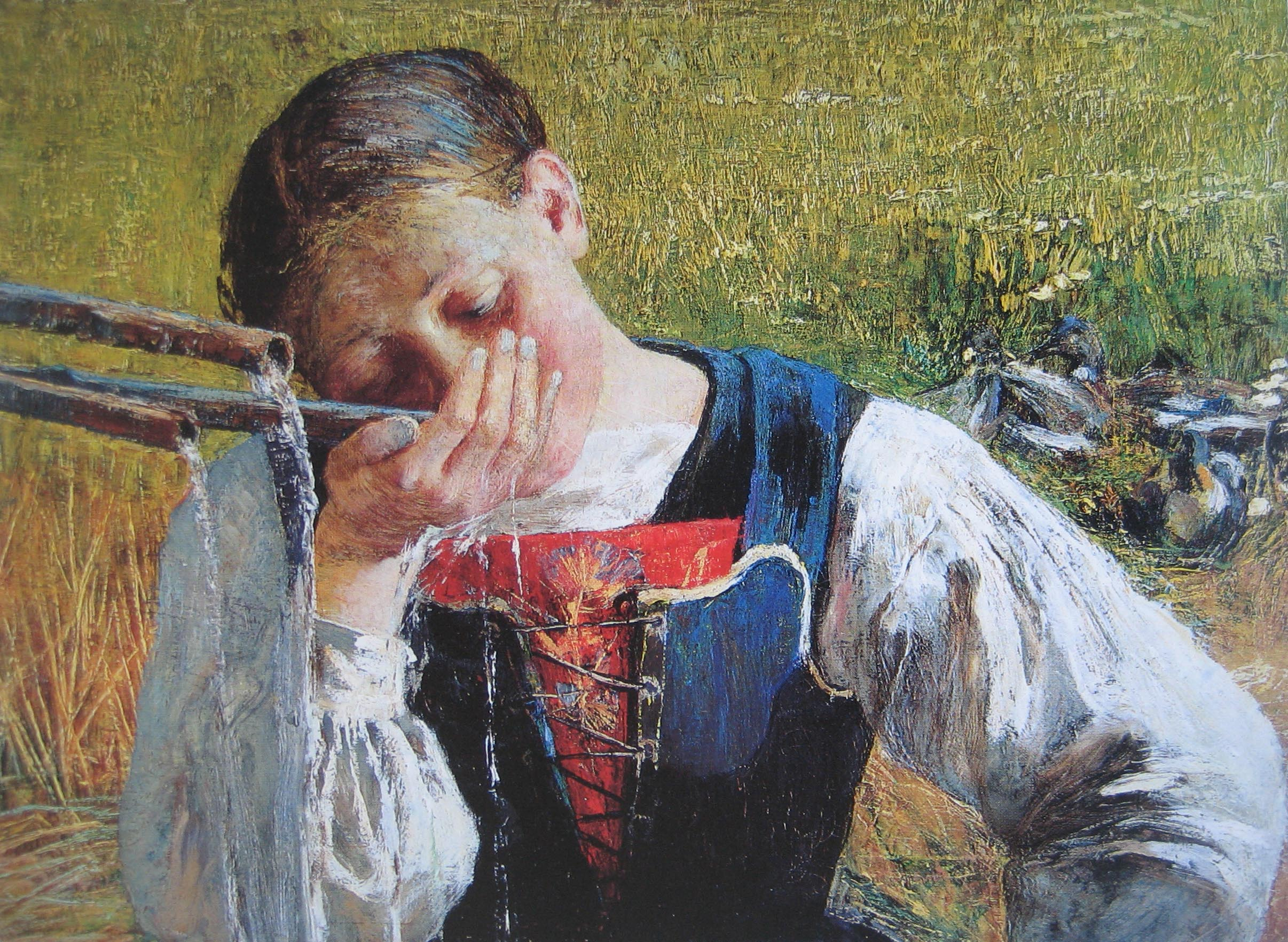
Bevent el cos guanya aigua

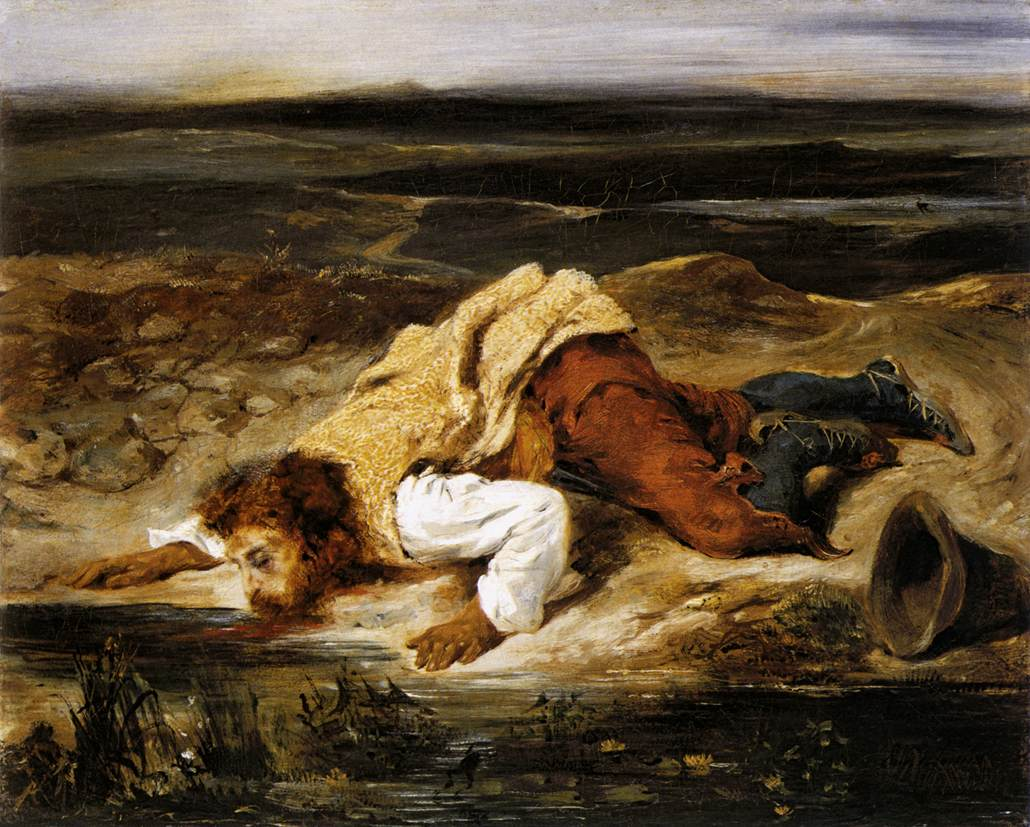
Home apagant la seva set

La set és un mecanisme per a equilibrar el balanç d'aigua del cos. L'organisme sa no té problemes en eliminar l'aigua sobrant, en canvi, tot i que és capaç d'obtenir una certa quantitat d'aigua mitjançant diverses reaccions químiques del metabolisme, la manera que té d'obtenir l'aigua necessària és a través de la ingestió.
L'aigua consumida depèn de la persona en particular, de la seva edat, el seu pes i altres factors intrínsecs, a més de les circumstàncies ambientals, com la temperatura, i l'activitat, per exemple quan fa exercici físic necessita més aigua no només per a compensar una possible major sudoració sinó especialment per a evitar rampes i lesions. També es perden quantitats importants d'aigua en casos de diarrea, febre o vòmits.
Una persona adulta pot perdre diàriament aproximadament un litre i mig d'aigua a través de l'orina, uns tres quarts de litre per la transpiració (uns 300ml per la suor i uns 400ml per la respiració) i uns 100ml-150ml per mitjà de les femtes. Això fa un total d'entre dos i dos litres i mig diaris.
D'altra banda, la mateixa persona obté uns 300ml d'aigua del mateix cos en reaccions metabòliques d'oxidació. Necessita introduir de l'exterior uns dos litres d'aigua diaris. Entre un terç i la meitat d'aquesta aigua ja l'aporta al cos per mitjà de l'alimentació mentre que la resta l'ha d'incorporar mitjançant begudes. Quan no n'hi ha prou, la set indica que cal beure més, però no sempre que cal beure més tenim set per a avisar-nos.

## Necessitat d'aigua sense set
A la gent gran li disminueix la sensació de set però no la necessitat fisiològica de beure aigua. D'altra banda, en situacions de molt de fred, el cos elimina molt de vapor d'aigua per a mantenir la temperatura corporal, però sense que el cervell envïi senyals de set a la persona, de qualsevol edat.

## Procés fisiològic
El bulb raquidi envïa un senyal a la formació reticular per mitjà de neurotransmissors (concretament serotonina), per a indicar que al cos hi ha un descens de la quantitat d'aigua i augment de concentració osmòtica. En resposta, aquesta envia un senyal a l'hipotàlem, que produeix les sensacions corporals de sequedat de boca i gola que interpretem com a set (dipsogènia).
D'altra banda, el quart ventricle (entre el rombencèfal i el cerebel) i el tracte solitari (a la medul·la espinal) també envien senyals de descens de quantitat d'aigua i d'augment de concentració osmòtica, en el seu cas al diencèfal, que activa la sensació de set i allibera vasopressina.

### Coordinació de respostes fisiològiques
Quan el cos perd aigua, generalment es troba empobrit en tots dos compartiments extracel·lulars i intracel·lulars, però potser no es perd, necessàriament, en la mateixa proporció en cadascun dels espais líquids. La pèrdua de NaCl (el principal solut del líquid extracel·lular) juntament amb l'aigua es tradueix en una major disminució del líquid extracel·lular proporcionalment que si es perd aigua sola. Això pot passar, per exemple, amb la pèrdua de líquid del tracte alimentari que es produeix en condicions de vòmits o diarrea, i quan aquesta pèrdua de líquid és isotònic, l'esgotament serà total del líquid extracel·lular. No obstant això, si el líquid hipertònic s'afegeix al compartiment extracel·lular, hi haurà un transvasament osmòtic de l'aigua del compartiment intracel·lular al líquid extracel·lular, i aquest últim compartiment s'ampliarà.
Es realitzen una sèrie de respostes compensatòries quan es produeix l'esgotament del compartiment intra o extracel·lular. Aquestes respostes (p. ex., Secreció de vasopressina, estimulació del sistema de renina-angiotensina-aldosterona, activació simpàtica i reducció del solut renal i excreció d'aigua) tenen com a efecte minimitzar els canvis en el volum i la composició del líquid corporal. No obstant això, aquests mecanismes, encara que de benefici indubtable per a l'animal, no restauren els líquids corporals a l'estat original. Perquè això passi, cal reposar les pèrdues de líquid. Per tant, la set, que proporciona la motivació per beure, és un component important de la seqüència coordinada de respostes fisiològiques que mantenen el volum i la composició dels líquids corporals.